# Fantasmi da prima pagina
Fantasmi da prima pagina (Tower of Terror) è un film del 1997 diretto da D.J. MacHale.
Le riprese del film si sono svolte dal 28 aprile 1997 al 22 maggio 1997.
Parecchie scene del film furono girate alla Tower of Terror, un'attrazione del parco Disney's Hollywood Studios presso il Walt Disney World Resort in Florida.

## Trama

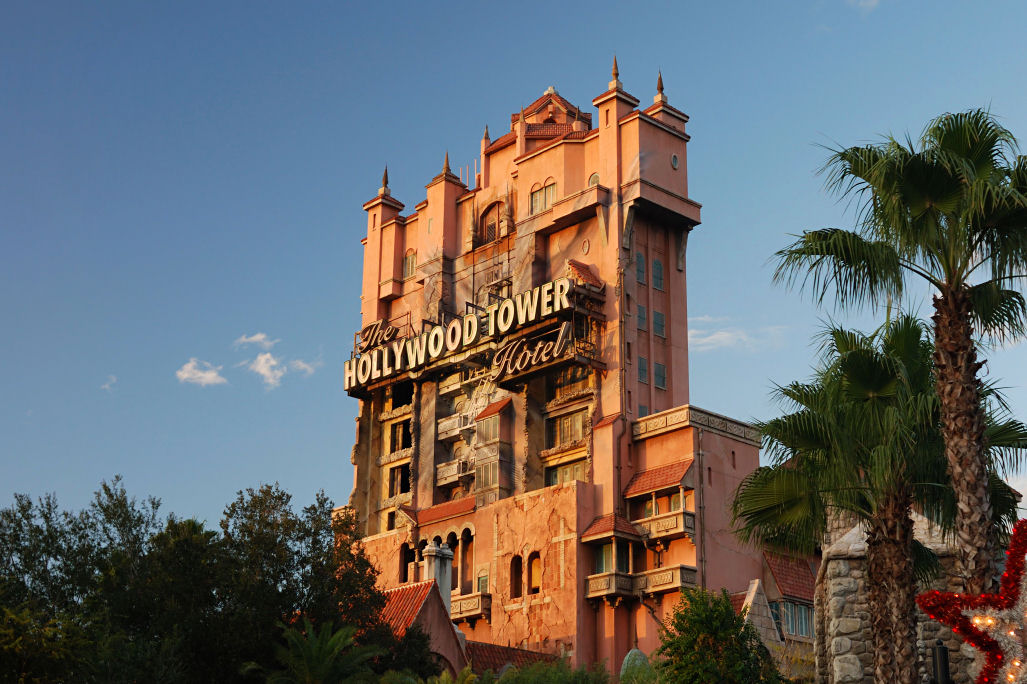
L'attrazione Tower of Terror al Disney's Hollywood Studios, da cui il film trae diretta ispirazione

La notte di Halloween del 1939, un ascensore di un lussuoso hotel a seguito di una tempesta di fulmini si blocca all'undicesimo piano con all'interno cinque ospiti. Essi si tramutano in spettri e vagano per l'albergo. Sessant'anni dopo, Buzzy e sua nipote Anna cercano di risolvere il mistero. Solo l'amore di Sally per Abigail riuscirà a spezzare l'incantesimo.